# Inspirit Media
Inspirit Media was een Nederlandse uitgever. Tot februari 2009 heette het bedrijf EB Media. De uitgever gaf vooral Nederlandstalige christelijke tijdschriften uit. In juli 2011 raakte de in Zwolle gevestigde uitgever failliet.

## Geschiedenis

### Elisabethbode
EB Media was aanvankelijk georganiseerd rondom het uit 1929 stammende blad Elisabethbode. Een rijke weduwe, Elisabeth Keller, had jarenlang in Zeist en omgeving maatschappelijke en evangelisatie-activiteiten ontplooid. Via persoonlijke gesprekken en brieven getuigde zij van de boodschap van de Bijbel. Zij liet enkele miljoenen na en na haar dood vielen veel van haar 'klanten' in een geestelijke leegte. Daarop besloot haar weduwnaar, de farmaceutisch fabrikant A. Mijnhardt, het werk van zijn vrouw voort te zetten door een periodiek uit te geven onder haar naam. Het blad verscheen vanaf 4 mei 1929 maandelijks. Mijnhardt stuurde het gratis naar enige duizenden adressen in Nederland. Kellers erfenis werd ondergebracht in de stichting Vrienden van de Elisabeth-Bode. Deze stichting vulde eventuele tekorten aan die gemaakt werden bij de productie van het tijdschrift. In 2003 werden de statuten aangepast zodat de stichting haar geld niet meer exclusief aan de Elisabeth Bode hoefde te besteden.

### Rik Stuivenberg
In 2002 trad Rik Stuivenberg aan als directeur van EB Media. Hij reorganiseerde en stopte met het uitgeven van boeken. Na het invoeren van een nieuw computersysteem kon er een half miljoen euro aan achterstallig abonnementsgeld worden geïnd. Ook werd er geïnvesteerd in een reclamecampagne voor het al bestaande blad CV Koers. Het bedrijf leed grote verliezen in de jaren voor Stuivenberg; in 2004 maakte EB Media voor de eerste keer weer winst.
In de jaren daarna belandde de uitgeverij toch weer in de rode cijfers, onder andere vanwege de opkoop en het in de markt zetten van nieuwe titels. Ook bleef bij sommige bladen de oplage achter bij de verwachtingen. Onder leiding van Stuivenberg werden de bladen Aan de hand, Joy en Uitdaging overgenomen. De tijdschriften [X]ist in Christ (opvolger van Kivive), Leadership en Quinta werden nieuw in de markt gezet. Met de uitgave van het blad Joy werd in 2006 gestopt omdat het verliesgevend was.
Stuivenberg botste met een aantal redactieleden van de verschillende bladen. Hoofdredacteur Jetze Baas werd ontslagen als hoofdredacteur van Aan de Hand. Joke Tan en Thea Westerbeek, eindredacteur van respectievelijk de Elisabethbode en Quinta, en Eric Leijenaar, hoofdredacteur van Uitdaging, verlieten het bedrijf vanwege een arbeidsconflict. In 2007 vertrok ook Coosje Haan, destijds hoofdredacteur van Quinta en managementassistente van Rik Stuivenberg, vanwege “verstoorde arbeidsverhoudingen met de directie”.
Hun vertrek zorgde voor veel onrust binnen het bedrijf. De Raad van Toezicht zei over het optreden van Stuivenberg: "Er kwam veel dynamiek in het bedrijf. De organisatie moest geschoond worden van alle dingen uit het verleden die negatief waren. Met name in de personele organisatie. Het is heel makkelijk om mensen aan te nemen, maar hoe raak je ze weer kwijt als ze niet voldoen? Dan moet je weleens harde beslissingen durven nemen."

### Inspirit Media
In 2007 ging EB Media op zoek naar een fusiepartner, maar besprekingen daartoe mislukten. Daarom ging de uitgeverij zelfstandig verder. In mei 2008 werd Leendert de Jong aangetrokken als uitgeverij-directeur. In datzelfde jaar werd het bedrijf opgesplitst. De ondersteunende diensten werden van de uitgeverij gescheiden en in een nieuw bedrijf ondergebracht. Dit nieuwe bedrijf kreeg de naam 'Leev' en kwam onder leiding van Stuivenberg te staan. EB Media kreeg de naam Inspirit Media. Dit nieuwe bedrijf Leev was gekocht door Stuivenberg middels een managementbuy-out.
In juli 2009 werd Stuivenberg door de Raad van Toezicht van Inspirit, de aandeelhouder van Leev, op non-actief gesteld. De reden voor de schorsing was "zorg en twijfel" bij de aandeelhouder over de door Stuivenberg verstrekte financiële gegevens ten aanzien van de Inspirit-uitgaven. In reactie op zijn schorsing liet Stuivenberg beslag leggen op delen van de uitgeverij. Het bedrijf kon toen de salarissen van het personeel niet uitbetalen, en een faillissement dreigde. Na een slepende procedure bij de rechtbank troffen Inspirit en Rik Stuivenberg in februari 2010 een schikking.
Het blad Uitdaging werd in januari 2011 overgenomen door Maximum Life. De inhoud van het blad werd vanaf toen gevuld door de redactie van het nieuwsmagazine Manna Vandaag. De man achter Maximum Life is Leo Habets, die ook Uitdaging opzette.

### Faillissement
In juli 2011 vroeg de stichting Inspirit Media het faillissement aan voor alle tot de organisatie behorende BV's. Als oorzaken werden genoemd een schuldenlast van meer dan een miljoen euro en een dalend abonneebestand. Met verschillende partijen werden gesprekken gevoerd over een (algehele of gedeeltelijke) doorstart. Op 28 juli werd bekendgemaakt dat de in Heerenveen gevestigde uitgeverij Jongbloed BV de uitgaven van Inspirit Media overnam en dat het personeel deels ook meeging.

## Periodieken
Inspirit Media gaf de volgende bladen uit:
- Aan de Hand, christelijk opvoedmagazine (acht keer per jaar)
- cv·koers, christelijk opinietijdschrift (maandelijks)
- Elisabet (voorheen de Elisabethbode), christelijk maandblad
- Leadership, vakblad voor christelijke leiders
- Quinta, christelijk lifestyleblad voor 55-plussers (tot eind 2009)
- Uitdaging, evangelisch nieuwsblad (tot januari 2011)
- X[ist] in Christ, christelijk opiniemagazine voor jongeren (maandelijks)